# 奧爾加扎區

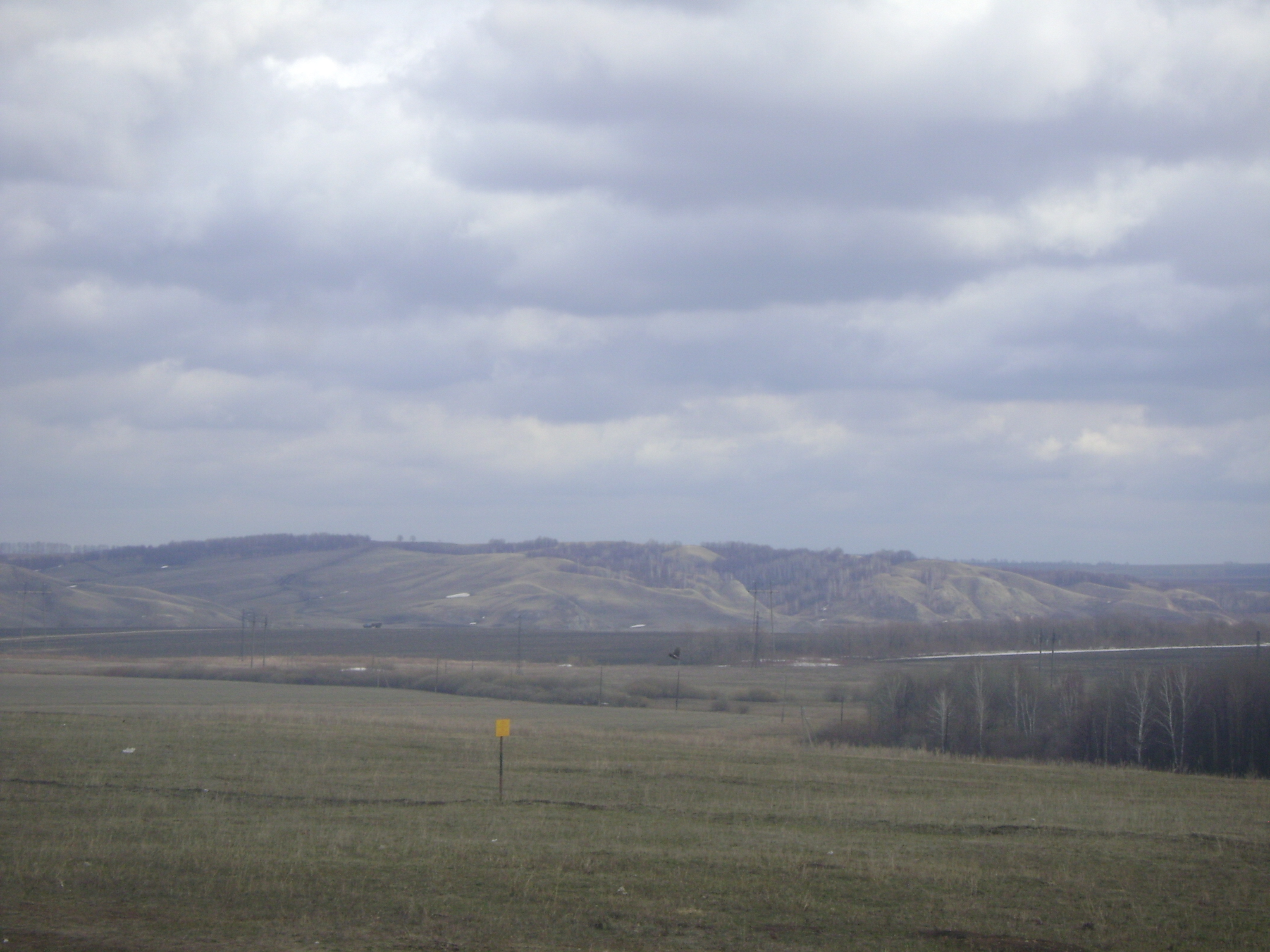

54°00′N 55°54′E / 54.000°N 55.900°E
奧爾加扎區（俄语：Аургазинский район），是俄羅斯的一個區，位於該國西南部，由巴什科爾托斯坦共和國負責管轄，始建於1930年8月20日，面積2,014平方公里，2010年人口36,970，人口密度每平方公里18.36人。